# Горний (Туймазинський район)
Го́рний (рос. Горный, башк. Горный) — присілок (в минулому селище) у складі Туймазинського району Башкортостану, Росія. Входить до складу Старотуймазинської сільської ради.
Населення — 292 особи (2010; 283 у 2002).
Національний склад:
- башкири — 53 %
- татари — 32 %